# Veinteañero a los 40
Veinteañero a los 40 (estilizado como 20añero a los 40) foi uma telenovela chilena produzida e exibida pelo Canal 13 entre 3 de janeiro e 26 de julho de 2016.

## Elenco
- Francisco Pérez-Bannen como Francisco "Pancho" Javier Bustamante Lynch.
- Tamara Acosta como Rafaela "Rafa" Guerra Peñafiel.
- Pablo Macaya como Alejandro "Jano" Toro Mardones.
- Fernanda Urrejola como Katia Jorquera.
- Luis Gnecco como Cristián Grez.
- Sigrid Alegría como Fátima Bustamante Lynch.
- Néstor Cantillana como Eliseo Garcés.
- Katyna Huberman como Jackie Munita.
- Patricia López como Janín Díaz.
- Catalina Guerra como Cynthia Mercedes Espinoza
- Silvia Santelices como Ester Lynch vda. de Bustamante.
- Alejandro Trejo como Alberto "Tito" Guerra.
- Hernán Contreras como Gabriel "Gabo" Bustamante Guerra/ Gabriel "Gabo" Toro Guerra
- Constanza Piccoli como Nicole Basáez
- Jaime Artus como Bastian Bustamante Guerra/ Bastian Toro Guerra
- Daniela Nicolás como Gracia "Gracita" Trinidad Montero Uribe
- Claudio Castellón como Jonathan "Palanca" Cubillos.
- Catalina González como Sor Virginia / Paloma.
- Ariel Levy Dor como Oliver Grez
- Karla Melo como Alison Mercedes Toro Espinoza / Alison Espinoza.
- Aída Escuredo como Maya Zulueta.
- Catalina Castelblanco como Isidora Garcés Bustamante.
- Andrés Commentz como Tomás "Tommy" Bustamante Basáez/ Tomás "Tommy" Toro Basáez
- Catalina Benítez como Agustina Garcés Bustamante.

## Exibição
| País    | Emissora | Título               |
| ------- | -------- | -------------------- |
| Chile   | Canal 13 | Veinteañero a los 40 |
| Equador | Telerama | Veinteañero a los 40 |